# ساحل طلا (منطقه)
ساحل طلا (به انگلیسی: Gold Coast) (به پرتغالی: Costa do Ouro) نامی بود که کشورهای اروپایی استعمارگر، برای یک منطقه در خلیج گینه در آفریقای غربی انتخاب کردند که سرشار از طلا و همچنین نفت خام، نفت خام شیرین و گاز طبیعی بود. اکنون این منطقه کشور غنا را تشکیل می‌دهد.

## ریشه‌شناسی و موقعیت
در آفریقا، ساحل طلا، ساحل برده، ساحل فلفل (یا ساحل غرق) و ساحل عاج به دلیل منابع اصلی که کشورهای استعمارگر از این مناطق به دست می آوردند، نامگذاری شدند. استفاده‌های اولیه از اصطلاح ساحل طلا به به معنای واقعی کلمه به ساحل اشاره داشت. اما بعدا این اصطلاح برای اشاره به مناطقی که دور از ساحل بودند نیز، استفاده شد. ساحل طلا، در شرق ساحل عاج و غرب ساحل برده قرار داشت.

## نهادهای قلمروی
جغرافیای منطقه ساحل طلا عبارت بودند از:
- ساحل طلای پرتغال مردم پرتغال
- ساحل طلای آلمان آلمانی‌ها
- ساحل طلای سوئد سوئدی‌ها
- ساحل طلای دانمارک-نروژ دانمارک-نروژ
- ساحل طلای هلند مردم هلندی
- ساحل طلا (مستعمره بریتانیایی) مردم انگلستان

غنا نام قانونی منطقه ساحل طلا است که شامل چهار بخش جداگانه زیر است: 
- منطقه ساحل طلا: دانمارکی‌ها، مردم هلندی، مردم انگلستان، آلمانی‌ها، مردم پرتغال، سوئدی‌ها
- پادشاهی آشانتی: استان آشانتی، استان برونگ-آهافو، استان مرکزی (غنا)، استان شرقی (غنا)، استان آکرای بزرگ، استان غربی (غنا)
- قلمرو شمالی: استان غرب علیا، استان شرق علیا، استان شمالی (غنا)
- قلمرو اعتماد توگولند: استان ولتا

## تاریخچه

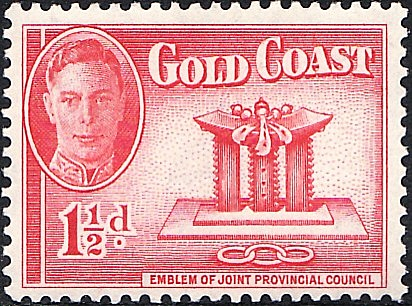
تمبر ساحل طلا با تصویر جرج ششم.

اروپایی‌ها در ۱۴۸۲ به این منطقه از آفریقا رسیدند و قرن‌ها پس از آن امپراتوری‌های مختلف اروپایی و شرکت‌های تجاری، پایگاه‌های بازرگانی را در آن ایجاد می‌کردند. آن‌ها از این مستعمرات برای بهره برداری از منابع استفاده می‌کردند. اولین بار ساحل طلا توسط پرتغالی‌ها به تصرف درآمد. هلندی‌ها در ۱۵۹۸ وارد شدند و در سال ۱۶۴۲ قلمرو پرتغال را به ساحل طلای هلند متصل کرد. هلند در این منطقه تا سال ۱۸۷۱ حضور داشتند که توسط بریتانیایی‌ها از آن خارج شدند. در سال ۱۶۸۲ براندنبورگ‌ها در آنجا مستعمره‌ای ساختند. کمی بعد به ساحل طلای پروس‌ها تبدیل شد. ساکنان سوئدی ساحل طلای به سال ۱۶۵۰ میلادی می‌رسند. دانمارک‌ها در سال ۱۶۶۳ وارد شدند و سپس سرزمین سوئد را به دست گرفتند و آن را به ساحل طلای دانمارک تبدیل کردند. در سال ۱۸۵۰ تمام شهرک‌ها بخشی از ساحل بریتانیا بودند.